# Айнская
Айнская (устар. Райтиси) — река на острове Сахалин.
Протекает по территории Томаринского городского округа. Впадает в Татарский пролив.
Длина реки — 79 км. Площадь водосборного бассейна насчитывает 1330 км².
Крупнейшие притоки: река Красногорка, Болотная, Новая Айнская, Лопатинка, Гринка, Тихая, Киевка, Стародинская.
Названа в честь народа, проживающего на Южном Сахалине.
В прошлом по своему айнскому названию река также была соимённой с лагунным озером (айнское Райциська или японизированное Райтиси), через которое она протекает перед впадением в Татарский пролив.

## Данные водного реестра
По данным государственного водного реестра России относится к Амурскому бассейновому округу.
Код объекта в государственном водном реестре — 20050000212118300007592.